# Paranemertes katoi
Paranemertes katoi är en djurart som tillhör fylumet slemmaskar, och som beskrevs av Yuichi Yamaoka 1947. Paranemertes katoi ingår i släktet Paranemertes och familjen Emplectonematidae. Inga underarter finns listade i Catalogue of Life.